# Lijst van Superman-strips
Dit is een lijst van comics en andere publicaties van het DC Comics-personage Superman.

## Lopende titels met Superman in een hoofdrol

### Action Comics
Action Comics begon in 1938. Action Comics #1 bevatte de introductie van Superman. 10 jaarlijkse delen werden gedrukt voor Action Comics tussen 1987 en 2006.

### Superman
Volume 1 liep van 1939 tot 1986 met een totaal van 423 delen, en met 12 jaarlijkse delen gepubliceerd tussen 1960-1986. In 1986 werd de striptitel veranderd naar Adventures of Superman, maar behield de oude nummering. Onder deze naam liep de serie van 1987 tot 2006, van delen 424 tot 649. Bij deel 650 werd de serie wederom van naam veranderd, ditmaal naar Superman. Rond die tijd verscheen ook volume 2 van de serie die van deel 1 t/m 226 liep

### Superman/Batman
Een serie over DC Comics bekendste helden. De serie debuteerde in augustus 2003.

### All Star Superman
Deze serie hoort niet bij de hoofdcontinuïteit uit het DC Universum, maar werd bedacht om losse verhalen over superman en zijn cast te produceren.

### Superman Confidential
Verhalen over momenten uit Supermans begindagen als held. Deel 1 kwam uit in november 2006.

## Lopende series met Superman in een bijrol
Strips die nog lopen en waarin Superman een regelmatig terugkerend personage is zijn:
- JLA Classified
- Justice League Unlimited
- Justice League of America
- Supergirl (vierde volume)

## Voormalige titels

### Superman Titels
Dit waren strips met Superman in een hoofdrol.
- Adventures of Superman: was oorspronkelijk Volume 1 van Superman. Liep onder deze titel van 1987 tot 2006.

- Superman (vol. 2) liep van 1987 tot 2006 met 226 delen.

- Superman: The Man of Steel: verscheen van 1991 tot 2003 met een totaal van 134 delen.

- Superman: The Man of Tomorrow: verscheen van 1995 tot 1999. De serie vulde de vier weken in het jaar dat Action Comics, Superman: The Man of Steel, Adventures of Superman, en Superman niet werden uitgebracht.

### Superboy en Supergirl titels
- Superboy (eerste volume)

- Superboy and the Legion of Super-Heroes – de originele Superboy serie werd hernoemd tot deze titel begin jaren 70.

- Superboy (tweede volume) – volle titel was The New Adventures of Superboy. Lipe van 1980 tot 1984 met een totaalv an 54 delen.

- Superboy: The Comic Book (derde volume) + 1 special – gebaseerd op de live-action serie over Superboy.

- Superboy (vierde volume) + 4 annuals

- Supergirl (eerstet volume)

- Supergirl (tweede volume)

- Supergirl (derde volume) + 2 annuals

- More Fun Comics – bevatte het debuut en oudste avonturen van de eerste Superboy.

- Superboy and the Ravers

### Justice League/Crossover Titels
- DC Comics Presents + 4 annuals - a maandelijkse titel waarin Superman steeds samenwerkte met een ander DC personage. Liep van 1978 t/m 1986.

- JLA + 4 annuals

- Justice League Adventures

- World's Finest Comics – bevatte eerst losse Superman en Batman verhalen, maar later teamups tussen de twee.

- Adventure Comics – bevatte verschillende bijpersonages uit Superman zoals Superboy, Supergirl, de Legion of Super-Heroes, en Bizarro.

### Andere titels
- Smallville – gebaseerd op de gelijknamige televisieserie.

- Superman Adventures – gebaseerd op de serie Superman: The Animated Series.

- Superman Family - een anthologietitel gepubliceerd van de jaren 70 tot begin jaren 80.

- Superman's Girlfriend, Lois Lane + 2 annuals

- Superman's Pal Jimmy Olsen
- Steel + 2 annuals

## Crossovers met Marvel Comics
- Superman vs. the Amazing Spider-Man (1976)
- Superman/Spiderman II (1981)
- Superman/Silver Surfer (1996)
- DC Versus Marvel (1996)
- Superman/Fantastic Four (1999)
- Hulk vs. Superman (1999)

## Andere gepubliceerde titels
- DC Comics Presents: Superman (2004)

### Graphic Novels
- Superman: End of the Century (1999)
- Son of Superman (2000)
- Superman: Infinite City (2005)

### Mini-Series
- The Man of Steel (1986)
- Superman/Doomsday: Hunter/Prey (1994, 1998)
- Superman For All Seasons (1998)
- Superman: The Doomsday Wars (1998, 2000)
- Superman: The Dark Side (1998)
- Batman and Superman: World's Finest (1999)
- Kingdom (1999)
- Superman's Nemesis: Lex Luthor (1999)
- Superman vs Predator (1999, 2001)
- Batman/Superman/Wonder Woman: Trinity (2003)
- Superman: Birthright (2003-2004)
- Superman/Shazam: First Thunder (2005-2006)

### Enkele strips
- Superman VS Muhammad Ali (1978)
- Lois & Clark: The New Adventures of Superman (1994)
- Superman: At Earth's End (1995)
- Superman: The Man of Steel: Gallery (1995)
- Super-Soldier (1996)
- Superman/Toyman (1996)
- The Superman (Tangent) (1998)
- Superman: Distant Fires (1998)
- Superman: Peace on Earth (1998)
- Superman: Save the Planet (1998)
- Superman: Transformed! (1998)
- JLA: Superpower (1999)
- Superman Forever (1999)
- Superman: King of the World (1999)
- Green Lantern/Superman: Legends of the Green Flame (2000)
- Millennium Edition: Action Comics # 1 (2000)
- Millennium Edition: The Man of Steel #1 (2000)
- Sins of Youth: Superman Jr. And Superboy Sr. (2000)
- Superman and Batman: World's Funnest (2000)
- Superman Y2K (2000)
- Superman: Emperor Joker (2000)
- Superman: Eradication (2000)
- Superman: Last God of Krypton (2000)
- Superman: Metropolis Secret Files (2000)
- Superman: Panic in the Sky (2000)
- Superman: Our Worlds at War Secret Files (2001)
- Superman: Where Is Thy Sting (2001)
- Superman: Lex 2000 (2001)
- DC First: Flash/Superman (2002)
- DC First: Superman/Lobo (2002)
- Superman & Savage Dragon: Chicago (2002)

### Elseworlds
- Superman: The Earth Stealers (1988)
- Kamandi: At Earths End (1993)
- Superman Gallery (1993)
- Superman: Speeding Bullets (1993)
- Superman: Under a Yellow Sun (1994)
- Superman vs Aliens (1995)
- Superman: Kal (1995)
- Superman: Man of Steel: Doomsday is Coming (1995)
- Superman: Man of Steel: Target Superman (1995)
- Kingdom Come (1996)
- Legends of the Dark Claw (1996)
- Superman Plus (1997)
- Superman Villains Secret Files (1998)
- Superman: Secret Files (1998-Current)
- Supermen of America (1999)
- Team Superman (1999)
- Superman: For the Animals (2000)
- Superman: President Luthor Secret Files (2001)
- Superman: Day of Doom (2002)
- Superman/Thundercats (2003)
- Superman: The Ten Cent Adventure (2003)
- Superman: Last Stand on Krypton (2003)
- Superman: Red Son (2003)
- Superman: Metropolis (2003-2004)
- Superman: Godfall (2004)
- Superman: Secret Identity (2004)
- Superman: True Brit (2004)
- Superman: Strength (2005)

## Supermanstrips in Nederland

### UitgeverijVanderhout & Co(1965-1971)
De eerste Nederlandstalige Supermanstrips verschenen in 1965 bij uitgeverij Vanderhout & Co. Hier verscheen van 1965 tot 1970 maandelijks het blad Superman - De man van staal, vanaf 1966 meestal Superman en Batman geheten. Nadat de reeks in Nederland gestopt was, verschenen er bij Interpresse in België nog 20 nummers (nr. 1970-14 tot 1971-33). 
- Superman - De man van staal/Superman en Batman (1965-1971, 61 uitgaven)
- Superman Album/Superman Batman Album (1967-1969, 10 uitgaven)

### UitgeverijWilliams Lectuur(1971-1981)
Terwijl in België nog de laatste nummers van de oude serie verschenen, begon in Nederland in 1971 het blad Superman Classics, uitgegeven door Williams Lectuur. Dit blad liep tot 1981. In 1975 en 1976 verscheen ook de reeks Superboy Classics/Superboy, die echter na 8 nummers alweer stopgezet werd. Verder gaf Williams Lectuur tussen 1970 en 1980 diverse albums en pockets uit:
Tijdschriften
- Superman Classics (1971-1980, 125 uitgaven)
- Superboy Classics/Superboy (1975-1976, 8 uitgaven)

Albums en pocketboeken
- Superman Superalbum (1970)
- Superman Pretboek (1971)
- Superman, Batman en Robin - Speciaal Super-album (1972)
- Superman & Batman Album (1974)
- Superman en Spinneman (1976)
- Superman Album nr.1-4 (1978-1980) (De man van Transsylvanië, De wederkomst van Superman, De massale slachting en Wees op je hoede! Er is een fantoom uitgebroken...!)
- Superman pocket nr. 1-2 (1979)

### Semic Press (1978)
Terwijl de Supermanreeks bij Williams Lectuur nog liep, verscheen bij uitgeverij Semic Press in 1978 het album Superman tegen Muhammad Ali, waarin Muhammad Ali onder dwang van aliens Superman uitdaagt voor een gevecht.

### Ehapa Verlag (1982-1983)
Nadat Williams Lectuur stopte met het uitgeven van Supermanstrips, waagde de Duitse uitgeverij Ehapa Verlag een poging. Deze gaf in de jaren 1982 en 1983 Superman Album nr. 1 tot 8 uit, de Nederlandse versie van de gelijknamige Duitse reeks, die 12 delen telde. In tegenstelling tot de eerder in Nederland verschenen verhalen waren de strips in deze albums speciaal voor de Duitse markt gemaakt. Slechts enkele verhalen waren ook in Amerika uitgebracht.

### Juniorpess/Baldakijn Boeken(1984-1996)
In 1980 bracht uitgeverij Juniorpess het album Superman en Spiderman uit. Dit was de tweede Superman-spiderman crossover die in Nederland verscheen, na Superman en Spinneman uit 1976.
In 1984 begon men, onder de naam Baldakijn Boeken, met het uitgeven van het tijdschrift Superman. Ook vanaf 1984 verscheen Superman Extra, waarin de albumreeks van Ehapa Verlag werd voortgezet. Na drie nummers (9-11 van de Duitse reeks) werd Superman Extra echter stopgezet. Het twaalfde Duitse album zou uiteindelijk in 1986 verschijnen als nr. 10 van Superman en Batman Special. Superman en Batman/Superman en Batman Special liep van 1984 tot 1987 en werd gevolgd door Superman Special, tot 1991. In 1990 verscheen bovendien het album Superman in Europa, dat zich afspeelt in Nederland en Scandinavië en getekend werd voor de Europese markt.
- Superman nr. 1-118 (1984-1996)
- Superman Extra  (1984-1985, 3 uitgaven)
- Superman en Batman/Superman en Batman Special (1984-1987, 11 uitgaven)
- Superman Special (1987-1991, 21 uitgaven)
- Superman in Europa (1990)

### RW Uitgeverij
RW Uitgeverij, de Nederlandse afdeling van RW Edizioni, de Italiaanse uitgever van DC Entertainment, heeft de rechten verworven om vanaf januari 2013 de Nederlandse versies uit te geven van strips van DC Comics, DC/Vertigo en MAD. In tegenstelling tot eerdere uitgevers brengt RW Uitgeverij geen tijdschriften uit, maar alleen albums met complete verhalen. In maart 2013 verscheen De zoon van Superman, waarin de tiener Jon Kent 15 jaar na Supermans verdwijning ontdekt dat hij diens zoon is en zijn krachten heeft geërfd. Het is een vertaling van Son of Superman (2000), een Elseworldspublicatie, die geen deel uitmaakt van de continuïteit van het DC-universum. RW Uitgeverij gaf in 2013 ook Superman: Earth One 1-2 uit, een graphic novel van J. Michael Straczynski en Shane Davis die in 2010 in de Verenigde Staten verscheen. Het verhaal maakt deel uit van de Earth One-serie van DC Comics, en is een 21e-eeuwse hertelling van Supermans vroegste avonturen, in een nieuwe continuïteit. For Tomorrow verscheen oorspronkelijk in Superman Volume 2# 204-215 (2004-2005) en maakt wel deel uit van de standaard-continuïteit. All Star Superman, oorspronkelijk verschenen in 12 uitgaven (2005-2008) maakte deel uit van DC's All Star imprint, en speelde niet in de standaard-continuïteit. Superman Family Adventures is een recente reeks die zich richt op een jeugdig publiek. Superman komt eveneens voor in JLA Earth 2, in 2000 verschenen in de Verenigde Staten al graphic novel. Hier wordt de Justice League of America geconfronteerd met de Crime Syndicate of America, een kwaadaardige organisatie uit een ander universum.
Onderstaande lijst van Supermanuitgaven bij RW Uitgeverij is niet compleet.
- De Zoon van Superman (2013)
- Superman: Earth One 1-2 (2013)
- Superman For Tomorrow (2013)
- All Star Superman (2013)
- Superman Family Adventures (2013)
- (JLA Earth 2) (2013)